# Киренга
Кѝренга е река в Азиатската част на Русия, Източен Сибир, Иркутска област, десен приток на Лена. Дължината ѝ е 669 km, с лявата съставяща я река Лява Киренга – 746 km, което ѝ отрежда 83-то място по дължина сред реките на Русия.
Река Киренга се образува от сливането на двете съставящи я реки Лява Киренга (77 km) и Дясна Киренга (60 km) на западния склон на Байкалския хребет, на 764 m н.в., в югоаизточната част на Иркутска област. Двете съставящи я реки водят началото си от западния склон на Байкалския хребет, на 1300 – 1400 m н.в. В горното си течение, по западните склонове на Байкалския хребет Киренга прорязва камбрийски варовици и доломити, в средното – тече през Прибайкалската (Улкано-Кутимска) падина през варовици, пясъчници и конгломерати, а в долното течение пресича Шороховските височини.
В горното си течение 274 km (до устието на река Ханда, при 472 km) Киренга прави няколко завоя, като в началото тече на север, след това на югозапад, а накрая – на север. Тук тя е типична планинска река, като долината ѝ е с правоъгълно сечение. Ширината на руслото ѝ е около 60 m, а заливната ѝ тераса – до 1 km, в която се дели на ръкави. Между устията на реките Ханда (при 472 km) и Улкан (при 294 km) е разположено средното течение (178 km) на Киренга. Тук долината и е тясна, V-образна, със стръмни залесени склонове, без заливна тераса и малки долинни разширения, в които се появява заливна тераса. Десният склон на долината е по стръмен, на места скалист. След устието на река Улкан започва долното течение на Киренга (294 km), където долината ѝ се разширява до 2 km, а руслото ѝ – до 180-200 m. В долинните разширения през които реката протича руслото се разделя на ръкави и прави множество меандри. Влива отдясно в река Лена, при нейния 3155 km, на 250 m н.в., при град Киренск, Иркутска област.
Водосборният басейн на Киренга има площ от 46,6 хил. km2, което представлява 1,87% от водосборния басейн на река Лена и се простира на части от Иркутска област и Република Бурятия.
Границите на водосборния басейн на реката са следните:
- на север, североизток, запад и юг – водосборните басейни на реките Тутура, Таюра, Чечуй и други по-малки, десни притоци на Лена;
- на изток – водосборните басейни на малки и къси реки, вливащи се езерото Байкал.

Река Киренга получава около 50 притока с дължина над 15 km, като 9 от тях са с дължина над 100 km:
- 582 → Тонгода 125 / 1200
- 472 → Ханда 242 / 5750
- 294 ← Улкан 224 / 7670, при посьолок Улкан
- 261 ← Окунайка 155 / 2230
- 179 ← Миня 176 / 4820, при село Ермаки
- 119 ← Дамугда 104 / 1030, при село Нижнемартиново
- 97 ← Кутима 141 / 2740, при село Кутима
- 82 → Ичикта 164 / 1340
- 73 ← Могол 162 / 1220

Подхранването на реката е смесено, като преобладава снежното, но съвсем не е малък и процентът на дъждовното подхранване. Киренга е типична източносибирска река с ясно изразено пролетно-лятно пълноводие, лятно-есенно маловодие. Среден многогодишен отток на 18 km от устието (при село Шорохово) 651 m3/s, което като обем представлява 20,767 km3/год. Киренга замръзва в края на октомври или началото на ноември, а се размразява в края на април или началото на май. Мътността на водата е от 20 до 50 g/m3.
По течението на реката са разположени 25 населени места, в т.ч. град Киренск (в устието), селищата от градски тип (посьолки) Улкан и Магистрални и село Казачинское (районен център).
Реката е богата на риба. При високи води е плавателна до посьолок Магистрални. В средното течение на Киренга при посьолок Магистрални от запад до нея достига Байкало-Амурската железопътна магистрала, след което се изкачва 25 km нагоре покрай левия бряг на реката, при село Окунайски я пресича, продължава още 18 km нагоре, но вече покрай десния ѝ бряг до посьолок Улкан, завива на югоизток и напуска долината на Киренга.